# Ilex opaca
Ilex opaca är en järneksväxtart som beskrevs av Soland. Ilex opaca ingår i släktet järnekar, och familjen järneksväxter. Utöver nominatformen finns också underarten I. o. arenicola.

## Bildgalleri

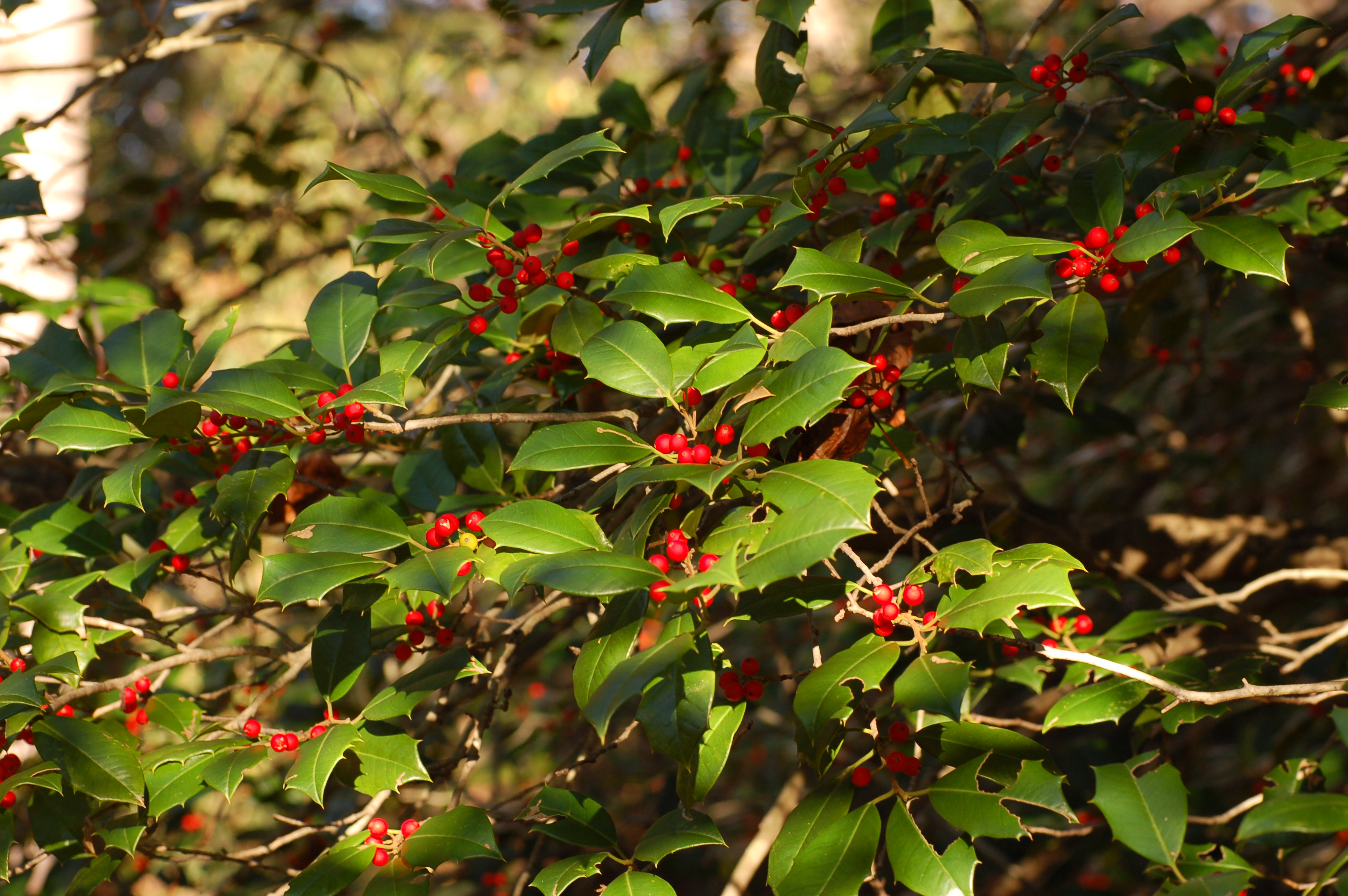
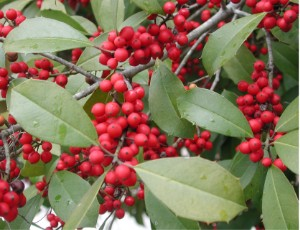
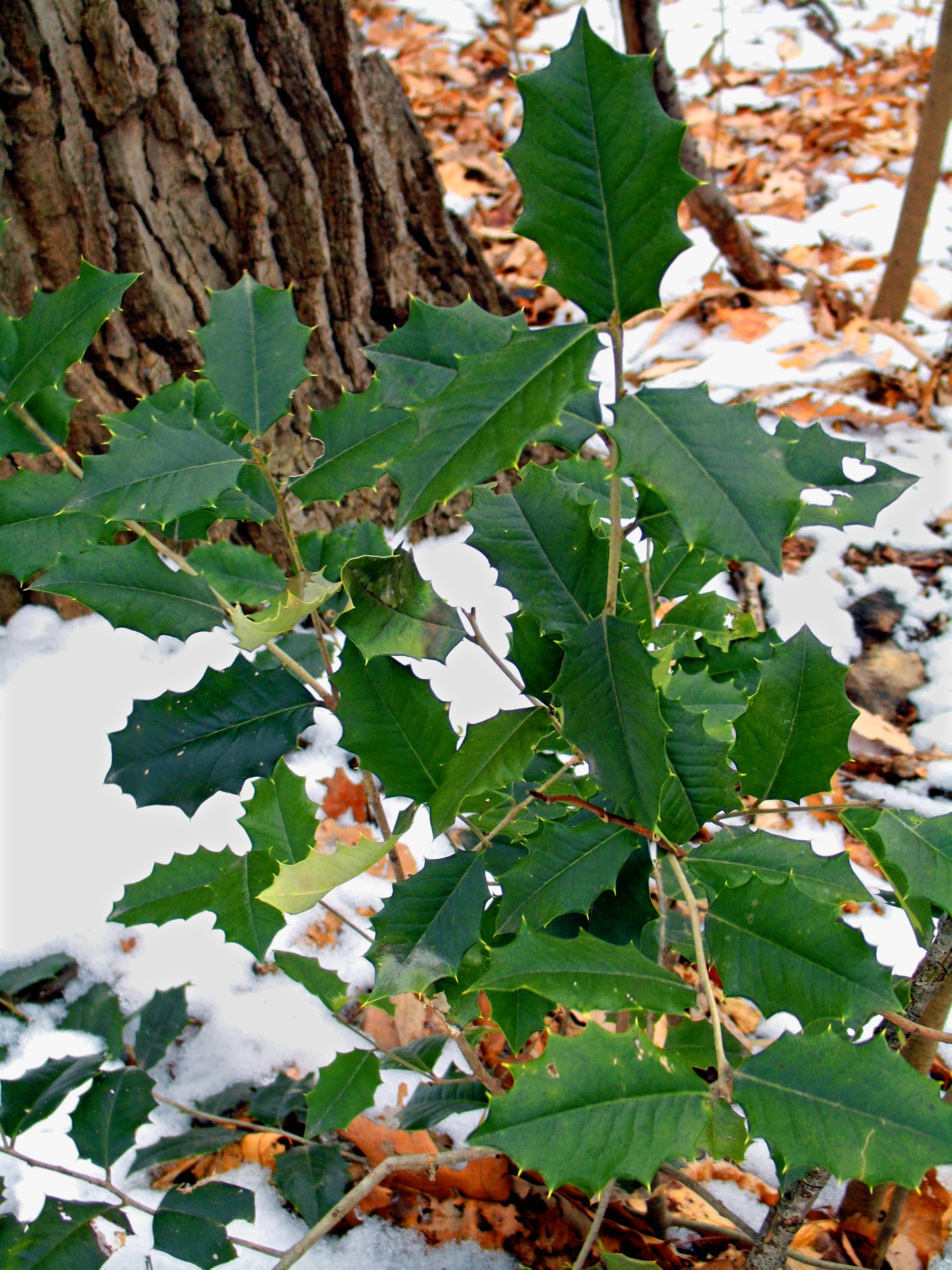
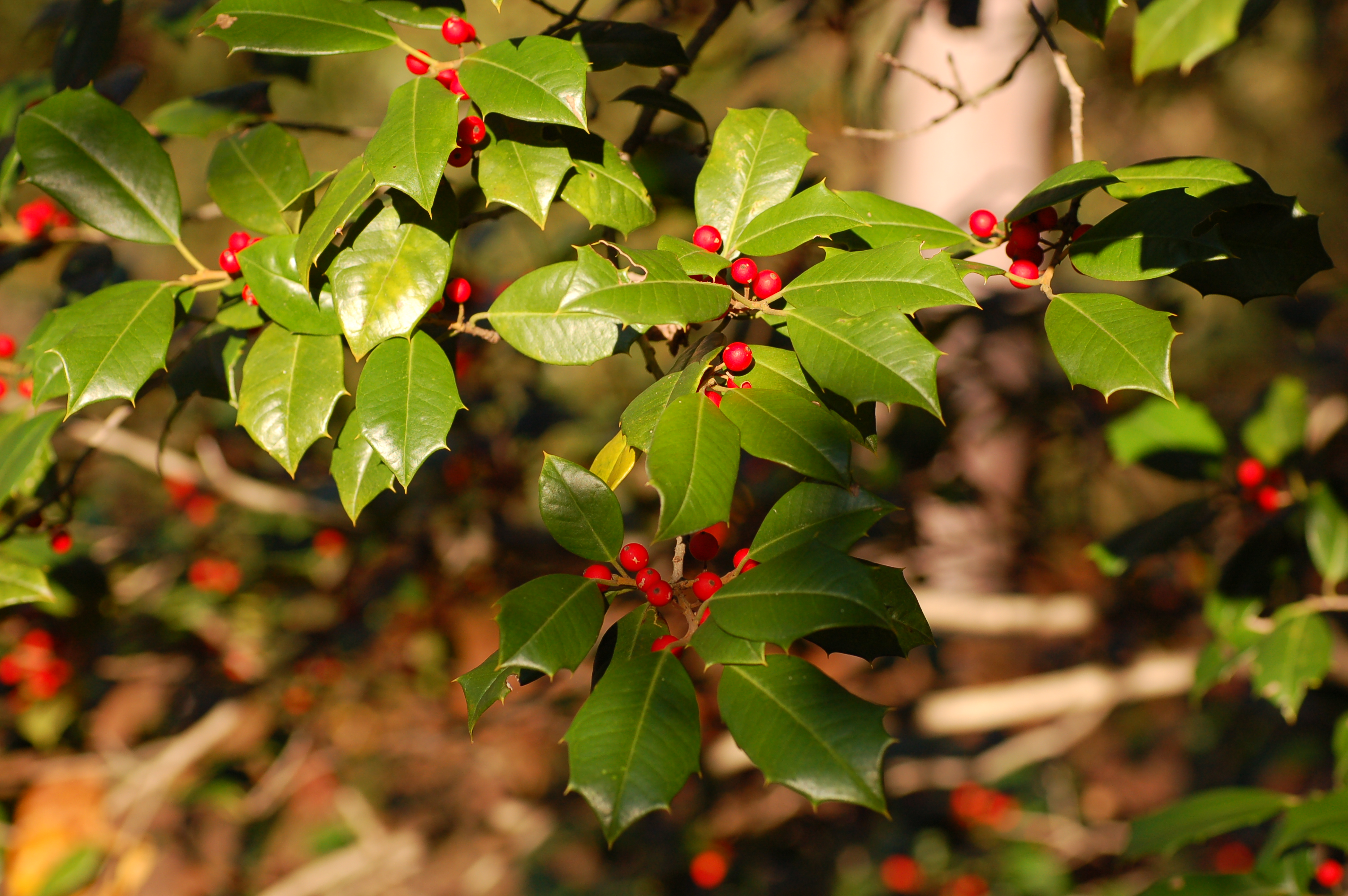
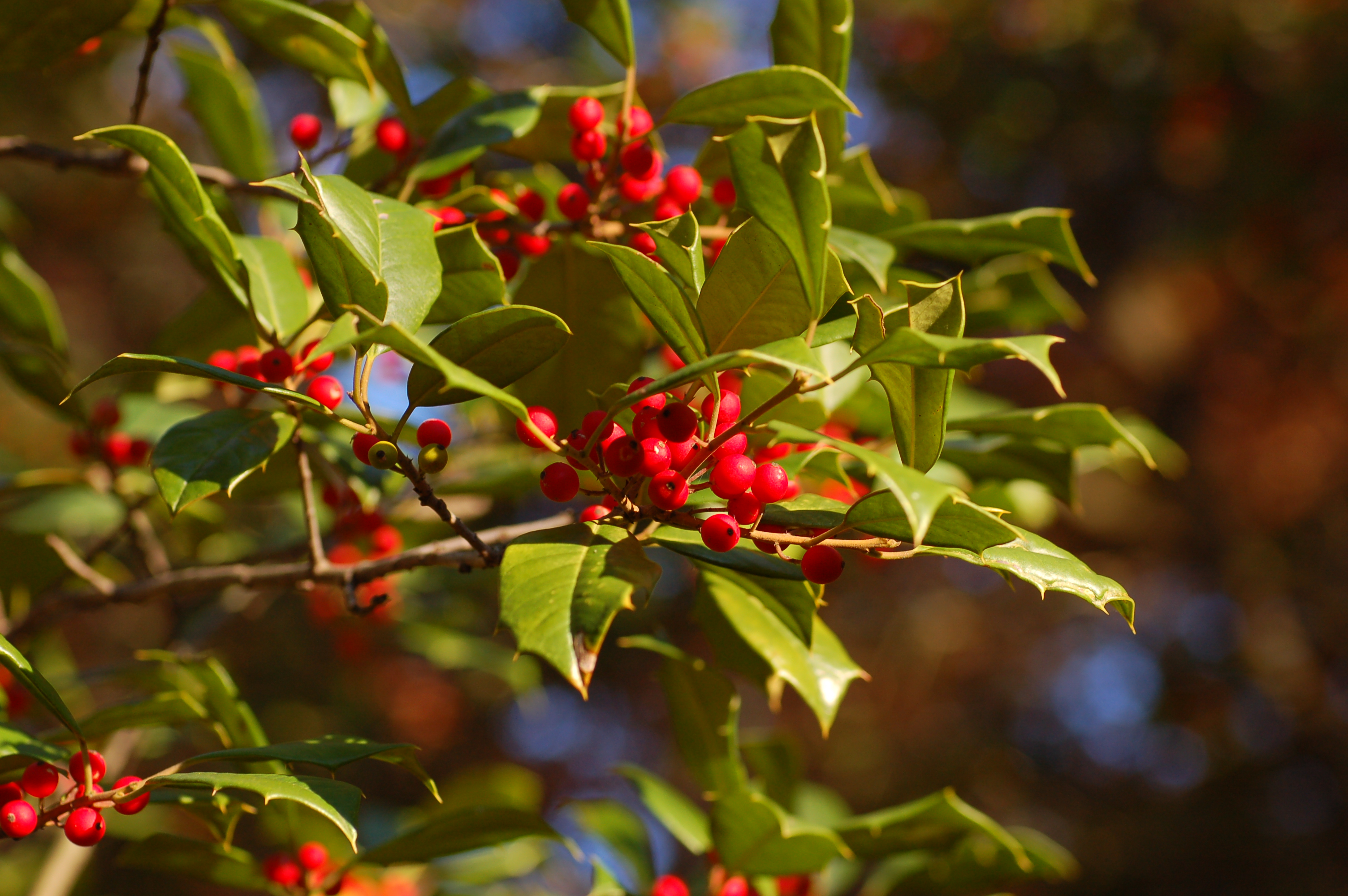
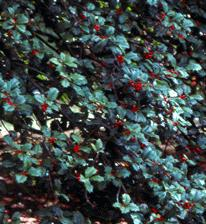